# Lennart Minnhagen
Erik Lennart William Minnhagen, född 18 januari 1913 i Kristianstad, död 12 februari 2005 i Lund, var en svensk fysiker.
Lennart Minnhagen blev fil.mag. 1936. Han var anställd som amanuens och assistent vid fysikaliska institutionen vid Lunds universitet 1936–1944 och blev fil.lic. 1939. Minnhagen disputerade 1944 för filosofie doktorsgraden och blev docent i fysik i Lund samma år. Han var forskningsarbetare vid Niels Bohr-institutet i Köpenhamn 1946–1948 och laborator vid Lunds universitet 1949–1962, verkade som gästforskare i USA 1963–1964 och var slutligen professor i fysik vid Lunds tekniska högskola 1962–1979.
Han blev ledamot av Kungliga Fysiografiska Sällskapet i Lund 1950, var ordförande i Svenska fysikersamfundet och Svenska nationalkommittén för fysik 1973–1979 samt invaldes som ledamot i Kungliga Vetenskapsakademien 1974. Minnhagen är begravd på Norra kyrkogården i Lund.